# Stop Loving you
«Stop Loving You» es un éxito y balada de la banda de rock Toto para su álbum The Seventh One, Fue el Segundo Sencillo del mismo Álbum lanzado en 1988 y logró tener mucho éxito en Europa, tuvo la posición #96 en Reino Unido y fue ignorada en EE. UU. Además mantuvo la posición #2 en listas neerlandesas.

## Personal
- Steve Lukather: Guitarras
- David Paich: Teclados
- Jeff Porcaro: Batería
- Mike Porcaro: Bajo
- Joseph Williams: Vocales

## Personal adicional
- Jon Anderson: Coros adicionales
- Michael Fisher: Percusión adicional
- Bill Payne: Teclados adicionales
- Steve Porcaro: Sintetizadores
- cuerdas arregladas por Tom Scott

## Curiosidades
- En la canción al momento que se realiza el solo de guitarra, se puede oír a Williams hablando, en otra versión cuando se realiza el solo la voz no se oye puesto que esta versión es del disco de la versión japonesa.
- La canción «The Seventh One» solo apareció en el lado B del sencillo y en la versión japonesa del álbum en 1988.